# Campoplex kamathi
Campoplex kamathi là một loài tò vò trong họ Ichneumonidae.